# Longwick

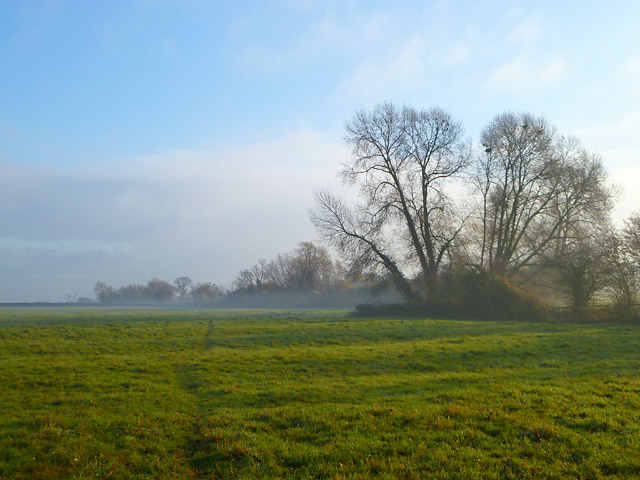
Pasture, Longwick, 2010

Longwick es una localidad situada en el condado de Buckinghamshire, en Inglaterra (Reino Unido), con una población estimada a mediados de 2016 de 1157 habitantes.
Se encuentra ubicada al norte de la región Sudeste de Inglaterra, cerca de la frontera con las regiones de Este de Inglaterra y Midlands del Este, al sur de Milton Keynes y al noroeste de Londres.